# Inotești
Inotești – wieś w Rumunii, w okręgu Prahova, w gminie Colceag. W 2011 roku liczyła 1901 mieszkańców.